# Charmesseaux
Charmesseaux est une localité de Trancault et une ancienne commune française, située dans le département de l'Aube en région Grand Est.

## Histoire
Elle fusionne, en même temps que la commune de Villeneuve-aux-Riches-Hommes, en 1832, dans la commune de Trancault.

## Administration
| Période                                  | Période | Identité | Étiquette | Qualité |
| ---------------------------------------- | ------- | -------- | --------- | ------- |
| Les données manquantes sont à compléter. |         |          |           |         |
|                                          |         |          |           |         |

## Démographie
| 1793 | 1800 | 1806 | 1821 | 1831 |
| ---- | ---- | ---- | ---- | ---- |
| 27   | 24   | 25   | 29   | -    |

Histogramme

(élaboration graphique par Wikipédia)